# Benedict Taylor
Benedict Sean Taylor (18 avril 1960) est un acteur britannique.

## Biographie
Taylor est né à Hampstead, à Londres, l'aîné des six enfants de Richard Taylor, réalisateur de documentaires, et d'Allegra, écrivaine. Sa sœur Femi Taylor née en 1961 est aussi actrice. Taylor a vécu au Nigeria jusqu'en 1965, puis a déménagé à Londres.
Taylor a commencé à travailler comme enfant acteur en 1969 avec la Royal Shakespeare Company. Il s'est concentré uniquement sur le jeu d'acteur et les voix off jusqu'en 1985. Il est apparu en tant que Nicholas Lillie dans l'épisode (9/5) de Bizarre, bizarre (Tales of the Unexpected) en 1988. Il a depuis élargi ses intérêts créatifs pour inclure la production d'événements, la musique, la production musicale, le travail de DJ et la réalisation de films documentaires.
Maintenant basé près de Hampton Court dans l'ouest de Londres, Taylor est marié à Kate, une rédactrice en chef. Ils ont trois enfants : Jay, Freya et Kalila.

## Filmographie
- 1974 : Le Tour d'écrou (The Turn of the Screw, téléfilm) - Timothy
- 1980 : Les Yeux de la forêt (The Watcher in the Woods) : Mike Fleming
- 1981-1982 : Barriers (en) (série télévisée) - Billy Stanyon
- 1982 : Beau Geste (en) (mini-série) - Michael « Beau » Geste
- 1983 : A Flame to the Phoenix - Max Kurowicki
- 1984 : The Far Pavilions (en) (mini-série) - Wally
- 1984 : Les Derniers Jours de Pompéi (The Last Days of Pompeii, mini-série) - Antonius
- 1984 : The First Olympics: Athens 1896 (mini-série) - Edwin Flack
- 1985 : Black Arrow (en) (téléfilm) - Richard
- 1985 : The Corsican Brothers (en) (téléfilm) - Georges Du Caillaud
- 1985 : My Brother Jonathan (en) (série télévisée) - Harold Dakers
- 1985 : Le Couteau sur la nuque (Thirteen at Dinner, téléfilm) - Donald Ross
- 1985 : Behind Enemy Lines (téléfilm) - Simon
- 1986 : Parole d'officier (Every Time We Say Goodbye) - Peter
- 1987 : Vanity Fair (en) (série télévisée) - George Osborne
- 1987 : A Perfect Spy (en) (série télévisée) - Magnus Pym
- 1991 : Bergerac (série télévisée) - Toby Lemaire
- 1991 : Duel of Hearts (en) (série télévisée) - Lord Vane Brecon
- 1991 : An Actor's Life For Me (en) (série télévisée) - Sebastian Groom
- 1992 : The Darling Buds of May (série télévisée) - Pieter
- 1992 : Charles and Diana: Unhappily Ever After (en) (téléfilm) - Prince Andrew
- 1992 : Pour une poignée de diamants (en) (Jewels, série télévisée) - Julian
- 1993 : The 10%ers (en) (série télévisée) - Atin
- 1996 : Sharpe's Regiment (en) (série télévisée) - Col. William Lawford
- 1998 : Monk Dawson (en) - Bobby Winterman
- 1999 : Star Wars, épisode I : La Menace fantôme - Fighter Pilot Bravo 2
- 1999 : Les Aventures du jeune Indiana Jones - Prince Sixtus of Bourbon-Parma (image d'archive)
- 2006 : Chronique d'un scandale (Notes on a Scandal) - Eddie
- 2008 : Scotland Yard, crimes sur la Tamise (Trial & Retribution, série télévisée) - Jonathan Carlisle
- 2008 : Breaking Into Tesco (série télévisée)
- 2000 : Breathe: Act One (court métrage) - John Franks
- 2010 : Les Enquêtes de l'inspecteur Wallander (Wallander, série télévisée) - Jurgen Nordfeldt
- 2010 : Perfect Life - Bristor
- 2014 : Gone (court métrage) - Professor Thomas Verschwunden
- 2015 : Unforgotten (série télévisée) - Mark Bennett
- 2017 : The Hippopotamus (en) - Chauffeur
- 2017 : Ne vous promenez pas dans les bois... (The Watcher in the Woods, téléfilm) - John Keller